# Problepsis exanimata
Problepsis exanimata là một loài bướm đêm trong họ Geometridae.